# Olympische Sommerspiele 2000/Radsport – Mountainbike (Männer)
Das Mountainbikerennen der Männer bei den Olympischen Spielen 2000 in Sydney fand am 24. September 2000 statt.

## Ergebnisse
| Rang | Athlet               | Nation             | Zeit         | Defizit        |
| ---- | -------------------- | ------------------ | ------------ | -------------- |
| 1    | Miguel Martinez      | Frankreich         | 2:09:02,50 h | —              |
| 2    | Filip Meirhaeghe     | Belgien            | 2:10:05,51 h | + 1:03,01 min  |
| 3    | Christoph Sauser     | Schweiz            | 2:11:21,00 h | + 2:18,50 min  |
| 4    | José Antonio Hermida | Spanien            | 2:11:42,91 h | + 2:40,41 min  |
| 5    | Lado Fumić           | Deutschland        | 2:11:57,88 h | + 2:55,38 min  |
| 6    | Thomas Frischknecht  | Schweiz            | 2:12:42,49 h | + 3:39,99 min  |
| 7    | Cadel Evans          | Australien         | 2:13:31,65 h | + 4:29,15 min  |
| 8    | Carsten Bresser      | Deutschland        | 2:13:37,23 h | + 4:34,73 min  |
| 9    | Geoff Kabush         | Kanada             | 2:14:02,66 h | + 4:58,16 min  |
| 10   | Paul Rowney          | Australien         | 2:14:22,44 h | + 5:19,94 min  |
| 11   | Bas van Dooren       | Niederlande        | 2:14:37,26 h | + 5:34,76 min  |
| 12   | Bart Brentjens       | Niederlande        | 2:14:41,95 h | + 5:39,45 min  |
| 13   | Robert Woods         | Australien         | 2:14:42,20 h | + 5:39,70 min  |
| 14   | Roland Green         | Kanada             | 2:15:18,85 h | + 6:16,35 min  |
| 15   | Roberto Lezaun       | Spanien            | 2:15:56,99 h | + 6:54,49 min  |
| 16   | Marco Bui            | Italien            | 2:16:09,14 h | + 7:06,64 min  |
| 17   | Kashi Leuchs         | Neuseeland         | 2:16:37,57 h | + 7:35,07 min  |
| 18   | Ludovic Dubau        | Frankreich         | 2:16:48,56 h | + 7:46,06 min  |
| 19   | Roel Paulissen       | Belgien            | 2:16:54,82 h | + 7:52,32 min  |
| 20   | Pawel Tscherkassow   | Russland           | 2:17:21,92 h | + 8:19,42 min  |
| 21   | Marek Galiński       | Polen              | 2:17:35,54 h | + 8:33,04 min  |
| 22   | Michael Rasmussen    | Dänemark           | 2:18:15,57 h | + 9:13,07 min  |
| 23   | Oli Beckingsale      | Großbritannien     | 2:18:17,01 h | + 9:14,51 min  |
| 24   | Ziranda Madrigal     | Mexiko             | 2:19:33,56 h | + 10:31,06 min |
| 25   | Nick Craig           | Großbritannien     | 2:20:00,27 h | + 10:57,77 min |
| 26   | Mannie Heymans       | Namibia            | 2:20:31,94 h | + 11:29,44 min |
| 27   | Serhij Rysenko       | Ukraine            | 2:20:40,00 h | + 11:37,50 min |
| 28   | Robin Seymour        | Irland             | 2:20:40,19 h | + 11:37,69 min |
| 29   | Radim Korinek        | Tschechien         | 2:21:08,59 h | + 12:06,09 min |
| 30   | Tinker Juarez        | Vereinigte Staaten | 2:22:11,19 h | + 13:08,69 min |
| 31   | Hubert Pallhuber     | Italien            | 2:22:55,64 h | + 13:53,14 min |
| 32   | Travis Brown         | Vereinigte Staaten | 2:23:02,00 h | + 13:59,50 min |
| 33   | José Adrián Bonilla  | Costa Rica         | 2:30:02,72 h | + 21.00,22 min |
| 34   | Raita Suzuki         | Japan              | LAP          | LAP            |
| 35   | Tom Larsen           | Norwegen           | LAP          | LAP            |
| 36   | Jesper Agergård      | Dänemark           | LAP          | LAP            |
| 37   | Primoz Strancar      | Slowenien          | LAP          | LAP            |
|      | Woo Kang-dong        | Südkorea           | DNF          | DNF            |
|      | Ken Muhindi          | Kenia              | DNF          | DNF            |
|      | Renato Seabra        | Brasilien          | DNF          | DNF            |
|      | Christophe Dupouey   | Frankreich         | DNF          | DNF            |
|      | Diego Garavito       | Kolumbien          | DNF          | DNF            |
|      | Ignacio Gili         | Argentinien        | DNF          | DNF            |
|      | Peter Van Den Abeele | Belgien            | DNF          | DNF            |
|      | Patrick Tolhoek      | Frankreich         | DNF          | DNF            |
|      | Rok Drasler          | Slowenien          | DNF          | DNF            |
|      | Derek Horton         | Guam               | DNF          | DNF            |
|      | Thomas Hochstrasser  | Schweiz            | DNF          | DNF            |
|      | Rune Høydahl         | Norwegen           | DNF          | DNF            |